# Неонол
Неонол - оксиэтилированный нонилфенол, техническая смесь изомеров оксиэтилированных алкилфенолов на основе тримеров пропилена следующего состава:
C9H19C6H4O(C2H4O)nH
Оксиэтилированные моноалкилфенолы на основе тримеров пропилена являются высокоэффективными неионогенными поверхностно-активными веществами.

## Применение
Применяются при заводнении нефтяных пластов для интенсификации нефтедобычи, при бурении скважин, в текстильной, целлюлозно-бумажной, деревообрабатывающей промышленности, в составе смазочно-охлаждающих, гидравлических и других технологических жидкостей, в черной металлургии, в качестве активной основы для моющих средств технического назначения, сырья для синтеза некоторых типов активной основы текстильно-вспомогательных продуктов, компонент автошампуней и зимней стеклоомывающей жидкости. Критическая концентрация мицеллообразования Неонола АФ 9-12 с числом оксиэтильных групп 12, ККМ =1,24*10–4 моль/л (0,09 г/л)

## Меры безопасности
Класс опасности груза по ДОПОГ (ООН) 9.1. По степени воздействия на организм человека неонолы относятся к умеренно опасным веществам (3 класс опасности). С января 2005 г. неонолы запрещены Еврокомиссией к использованию в концентрации > 0,1% в промышленных средствах очистки, ТБХ, косметике, и др. областях применения на территории ЕС. 